# Тето Нуово (Кунео)
Тето Нуово је насеље у Италији у округу Кунео, региону Пијемонт.
Према процени из 2011. у насељу је живело 27 становника. Насеље се налази на надморској висини од 671 м.